# Alsóatrak
Alsóatrak (szlovákul Dolné Otrokovce) község  Szlovákiában, a Nagyszombati kerület Galgóci járásában.

## Fekvése
Galgóctól 15 km-re északkeletre található.

## Története
A zobori apátság 1113-as oklevele már említ egy Ardaric nevű falut, mely azonos lehet a településsel. 1156-ban Otroc néven, Alsóatrakot külön 1400-ban Also Atrak néven említik először. A zobori kolostor szolgálófalvai közé tartozott. Neve a szláv otrok (= rabszolga) főnévből származik.
1548-ban Ujfalussy Miklós a birtokosa, 1549-ben a Mérey család, majd 1583-ban Rudolf király Nagyváthy Balázsnak adta. 1598-ban a török megtámadta és felégette a falut. 1600-ban a falu birtokosai a Kohányi, Lucsányi, Rákóczi, Rudnyánszky és Ábel családok voltak. Később a Rákóczi-birtokot a hannoveri Beninghaus család vásárolta meg.
Vályi András szerint "ATRAK. Alsó Atrak. Dolne Otrokovcze. Tót falu Nyitra Vármegyében, birtokosai Bertalanfi, és több Uraságok, lakosai katolikusok, fekszik Felső Vásárdnak szomszédságában, mellynek filiaja Galgótzhoz egy mértföldnyire. Határbéli földgye sovány, fája kevés, réttyei jók, ’s legelője is meglehetős lévén, második Osztálybéli."
Nyitra vármegye monográfiájában "Alsó-Attrak, szép völgykatlanban fekvő kis falu, 233 r. kath., tót lakossal. Postája van, távirója Galgócz, vasúti állomása Lipótvár. Egyike a legrégibb községeknek. 1113-ban „Adradic”, 1156-ban „Vldrucz” név alatt szerepel. Kath. temploma 1806-ban épült. Földesurai a Taukák, Kochanovszkyak és a Rákóczyak voltak. Jelenleg Rudnyánszky Györgynek van itt nagyobb birtoka."
1890-ben régi templomát lebontották és 1934-ben építették a mai templomot. A falu iskolája 1907-ben épült. Lakói főleg mezőgazdaságból éltek.
A trianoni békeszerződésig Nyitra vármegye Galgóci járásához tartozott.

## Népessége
| Év:            | 1994. | 2004.   | 2014.    | 2024.   |
| -------------- | ----- | ------- | -------- | ------- |
| Emberek száma: | 318   | 342     | 382      | 396     |
| Eltérés:       |       | +7,54 % | +11,69 % | +3,66 % |

| Év:            | 2023. | 2024.   |
| -------------- | ----- | ------- |
| Emberek száma: | 395   | 396     |
| Eltérés:       |       | +0,25 % |

1910-ben 280, túlnyomórészt szlovák anyanyelvű lakosa volt.
2001-ben 334 lakosából 324 szlovák volt.
2011-ben 364 lakosából 331 szlovák.

## Neves személyek
- Itt született 1787-ben Huberth Károly Tádé piarista áldozópap.

## Nevezetességei

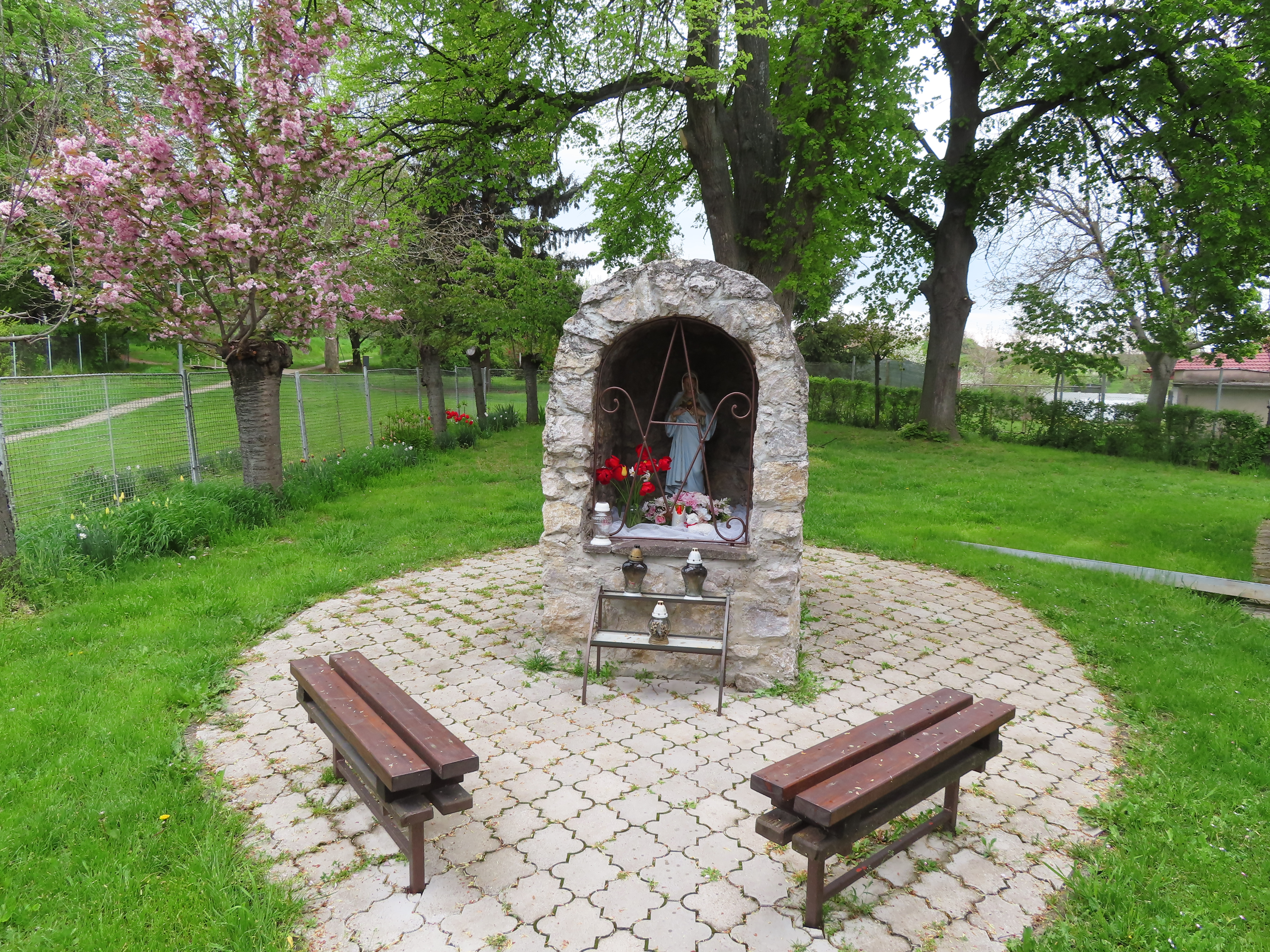

- Mihály arkangyal tiszteletére szentelt római katolikus temploma 1934-ben épült.